# 約翰尼斯·馮·圖恩和塔克西斯
約翰尼斯·馮·圖恩和塔克西斯（Johannes von Thurn und Taxis，1926年6月5日—1990年12月14日）是一名德國貴族，圖恩和塔克西斯家族的成員。他的父親是卡爾·奧古斯特，母親是葡萄牙的布拉干薩公爵米格爾的女兒瑪麗亞·安娜。約翰尼斯在1982年繼承父親成為家族首領。

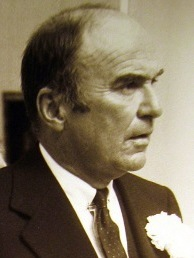
約翰尼斯·馮·圖恩和塔克西斯

## 家庭
1980年，54歲的約翰尼斯與20歲的葛蘿麗亞·馮·申堡-格勞豪結婚，有1子2女。
- 瑪麗亞·特蕾西婭·馮·圖恩和塔克西斯（1980年－）
- 伊莉莎白·馮·圖恩和塔克西斯（英语：Elisabeth von Thurn und Taxis）（1982年－）
- 阿爾貝特·馮·圖恩和塔克西斯（英语：Albert von Thurn und Taxis）（1983年－）